# Multiplatformní hraní
Multiplatformní hraní také cross-kompatibilní hraní nebo cross-play, tak je definováno společné hraní videohry, která je k dispozici na různých médiích, kdy hráči používají rozdílný videoherní hardware. Jako příklad lze uvést hráče, který hraje hru na konkrétní herní konzoli proti nebo po boku hráče na jiné platformě (jiný typ konzole, osobní počítač nebo jiné mobilní zařízení). Souvisejícím konceptem je funkce cross-save, kde je postup hráče ve hře uložen na samostatných serverech a ve hře lze pokračovat i na jiném zařízení.
V druhém deseti 21. století bylo hraní videoher napříč platformami již technicky možné. Ale hráči na osobních počítačích byli v některých hrách zvýhodněni použitím klávesnice a myši oproti analogovým ovladačům herních konzolí. Málokdy se našla hra, která neznevýhodňovala jednu nebo druhou platformu. Dalším problémem byla uzavřenost online služeb používaných na herních konzolích. Až do poloviny roku 2018 společnost Sony Interactive Entertainment omezovala vývoj her pouze pro PlayStation 4. Pro další platformy herních konzolí nebyly tyto hry přístupné. V září 2018 společnost změnila svůj postoj a zahájila beta testování pro hru Fortnite na různých platformách a oficiálně uvedla, že v říjnu 2019 umožní všem vývojářům podporovat multiplatformní hraní.

## Historie
V prvním desetiletí 21. století byla kompatibilita videoher mezi platformami velkým problémem. Zásadní výrobci her jako Sony, Microsoft nebo Nintendo vyráběli a financovali většinou „exkluzivní“ projekty, dostupné pouze ke koupi a hraní na jednom konkrétním zařízení. Spotřebitel při koupi herní konzole řešil, které hry jsou pro daný typ k dispozici. Například videohra Halo 3 se vždy hrála na Xboxu, Uncharted na PlayStationu a série Super Mario na herních konzolích Nintendo. Vzhledem k masivnímu rozvoji hraní videoher během druhé dekády, začaly společnosti Microsoft a Sony nabízet větší podporu napříč platformami. Vývojáři, kteří navrhovali hry pro osobní počítače (PC), začali zohledňovat i potřebný výkon při přechodu na herní konzole.
Obecně je hraní hry na osobních počítačích s různými operačními systémy umožněno pomocí standardních komunikačních protokolů. Kolem roku 2010 nastal rozvoj digitálních online služeb. Tyto systémy většinou zůstávají otevřené a poskytují tak vývojářům nástroje pro tvorbu multiplatformních her. Jako například online digitální platforma Steam společnosti Valve, která se postupně rozšířila v roce 2010 na operační systém OS X a v roce 2013 na Linux. Se zavedením obchodu Epic Games Store vydala společnost Epic Games sadu vlastních nástrojů. Ačkoli původně hry na Epic Games Store a Steamu nebyly kompatibilní, vyvinula a vydala společnost Epic Games bezplatné API pro podporu multiplatformního hraní pro obě platformy. Plán byl rozšířit podporu i pro mobilní a konzolové hry.

### Herní konzole
Do roku 2006 neměly herní konzole internetové připojení. Pro multiplatformní hraní na těchto konzolích byl třeba další hardware pro připojení k internetu, například Sega Dreamcast z roku 1998 měla vestavěný modem. Společnost Sega spolupracovala v průběhu vývoje konzole Dreamcast s řadou společností jako byla firma Lockheed Martin, Nvidia, 3dfx a také Microsoft. Ten představil pro Dreamcast upravenou verzi operačního systému Windows CE a naopak po skončení spolupráce se Segou využil získané zkušenosti ve vlastním vývoji. Bill Gates představil vlastní herní konzoli Xbox. Dalším vývojářům videoher použití tohoto operačního systému usnadnilo vývoj multiplatformních her pro Dreamcast i Xbox (4x4 Evo, Maximum Pool, Quake III Arena nebo Phantasy Star Online).
Sony v roce 2000 uvedla na trh konzoli PlayStation 2, která podporovala online hraní přes externí modem. V září 2001 byla vydána hra Capcom vs. SNK 2 pro Dreamcast a PlayStation 2. Japonské verze hry umožňovaly hráčům na obou platformách soutěžit proti sobě prostřednictvím online herní služby Multi-Matching společnosti KDDI. Byl tak vytvořen první herní titul, který umožňoval cross-play mezi herními konzolemi od konkurenčních výrobců. Společnost Square Enix představila v roce 2002 online hru Final Fantasy XI pro uživatele konzolí PlayStation 2 a Xbox od Microsoftu.
Další generace konzolí (PlayStation 3 od Sony a Xbox 360 od Microsoftu) přinesla rozšíření online služeb. Hráči získali bezpečnou správu přihlašovacích údajů, nákupy v digitálních obchodech, seznamy přátel, zasílání zpráv atd., také službu online matchmaking. Historicky bylo však multiplatformní hraní na herních konzolích omezené.
V březnu 2018 společnost Epic Games oznámila plány na vydání spin-off titulu Fortnite Battle Royale pro PlayStation 4 (PS4), Xbox One, Nintendo Switch a další mobilní zařízení s možností multiplatformního hraní. Šúhei Jošida ze Sony při diskusi o možnosti multiplatformního hraní mezi platformami PlayStation a Xbox poznamenal, že „technický aspekt by mohl být nejjednodušší překážkou", ve srovnání s problémy souvisejícími s obchodní politikou společnosti Sony. Dave Hagewood, hlavní vývojář Rocket League, poznamenal, že vydali tuto hru, podporující multiplatformní hraní mezi OS Windows a verzemi pro PS4. Ale hráči nemohli komunikovat napříč platformami vzhledem k regulacím obsahu, které zavedla společnost Sony.
Společnost Valve plánovala funkci cross-play hraní pro Counter-Strike: Global Offensive na PC, MacOS a PlayStation 3. V roce 2012 těsně před uvedením hry na trh musela tuto funkci pro PlayStation zrušit. Společnost Valve chtěla hru pravidelně aktualizovat, což omezovaly certifikační podmínky společnosti Sony. Dalším příkladem je blokování funkce cross-play společností Sony u videoher společností Gaijin Entertainment a Hi-Rez. Také studio Sirlin Games vydalo bojovku Fantasy Strike dostupnou na PC, PS4 a konzoli Switch. Plnohodnotnou podporu cross-platform multiplayeru nezískala. Autoři vinili opět Sony a její restrikční politiku. Hráči na PC mohli hrát společně s hráči na Switchi i PS4. Hráči na Switchi se utkávali s kolegy na PC, ale nikoli s majiteli PS4. A majitelé PS4 našli spoluhráče jen mezi hráči na PC. V únoru 2019 plnou podporu cross-play měly jen dva tituly – Fortnite a Rocket League.
Výrobci konzolí po desetiletí aktivně pracovali na ochraně exkluzivity videoher pro své platformy před ostatními konkurenty. Hraní napříč platformami bylo v tomto segmentu herního průmyslu považováno za hrozbu. Někteří novináři předpokládali, že multiplatformní hraní bylo omezeno výrobci konzolí, kteří chtěli zajistit, že hráči zůstanou věrni své platformě.

### Microsoft
Společnost Microsoft se zabývala problémem multiplatformního hraní mezi konzolemi Xbox a osobními počítači s vlastním operačním systémem Windows. Vyvinula rozhraní Games for Windows Live pro spolupráci s online herní službou Xbox Live. Prvním vydaným titulem s funkcí cross-play byla hra z edice Shadowrun z roku 2007. Zpětně se ukázalo, že tato střílečka nebyla správným kandidátem na cross-play. Podle šéfa vydavatelství Microsoftu Shannona Loftise: „to byl experiment, který nedopadl tak, jak společnost chtěla. Ale pro kooperativní nebo tahové hry bude prospěšné, když je bude hrát více hráčů. A zde dává funkce cross-play hraní smysl. Proto se Microsoft nechystá vytvářet funkci cross-play pro všechny své budoucí hry“.
V létě 2015 Loftis také zmínil, že například závodní videohry se kvůli rozdílům v řídicím systému nedají snadno převést na multiplatformní hry. K těmto titulům patřil i Killer Instinct, původně vydaný pro Xbox One v roce 2013. Verze pro Windows 10 na PC byla vydaná v roce 2016 a již podporovala funkci cross-play.
Rozšířené funkce multiplatformního hraní byly představeny vydáním Xbox One a verzí operačního systému (OS) Windows 10 pro PC. OS Windows 10 z roku 2015 integroval služby Xbox Live a obsahoval technologie pro podporu funkce cross-play pro společné hraní her uživatelů konzolí Xbox One a osobních počítačů s OS Windows 10. Objevilo se streamování obrazu z Xbox One do Windows 10 PC a tabletů. Vznikla tak možnost hrát hry vydané pro Xbox One také na desktopu nebo notebooku dokonce v jiné místnosti.
V roce 2016 společnost představila na veletrhu Electronic Entertainment Expo (E3) funkci Xbox Play Anywhere. Hry s touto podporou bylo možné hrát bez dalších poplatků na Xboxu One i na počítačích s Windows 10 (ke stejné hře se nebylo možné přihlásit zároveň na konzoli Xbox One i na počítači s Windows 10). Použití funkce Xbox Play Anywhere vyžadovalo aktualizaci Windows 10 Anniversary update a nejnovější verzi aktualizace konzole Xbox One. Zlepšování integraci služeb Xbox Live v operačním systému Windows 10 umožnilo podporu multiplatformního hraní pro více titulů, například Gears of War 4 nebo Forza Horizon 3.
V témže roce vznikla iniciativa k otevření Xbox One pro multiplatformní hraní pro uživatele OS Windows bez použití služeb Xbox Live. Mezi první hry v rámci tohoto projektu patřila v květnu 2016 hra Rocket League, podporující platformu Steam. Microsoft rozšířil tuto iniciativu i na další online služby např. Nintendo Switch.

### Nintendo
Herní konzole Nintendo obecně nepodporovaly multiplatformní hraní. Byly považovány za „uzavřenou“ platformu, ačkoli některé hry společnosti umožňovaly křížové hraní mezi vlastními konzolemi, například Final Fantasy Crystal Chronicles: Echoes of Time na Wii a DS, Dragon Quest X pro Wii, Wii U,MS Windows, Android, iOS a 3DS, Pure Chess na Wii U a 3DS.
Monster Hunter 3 Ultimate a Monster Hunter Generations Ultimate obsahovaly podporu multiplayeru pro 3DS a Wii U a také pro 3DS a Switch. Hra Super Smash Bros. byla významným příkladem funkčnosti podobné multiplatformnímu hraní mezi verzemi 3DS a Wii U. Společnost se snažila získat přízeň nezávislých vývojářů a v rámci toho umožnila u některým titulů zahrnout podporu funkce cross-play. Mezi první patřily v roce 2013 Pure Chess a Knytt Underground, podporující multiplatformní hraní mezi Wii U, Nintendo 3DS a mobilními zařízeními.
S konzolí Nintendo Switch, vydanou v březnu 2017, otevřelo Nintendo prostor pro vývojáře využívající již existující sady nástrojů a herní engine pro podporu multiplatformního hraní. V červnu 2017 během veletrhu E3 oznámila společnost podporu pro multiplatformní hraní mezi PC a Xbox One aktuálními verzemi Rocket League a Minecraft na konzoli Switch. Podle ředitele dceřiné společnosti Nintendo of America Charlieho Scibetty se společnost „snaží být flexibilnější a přivést více lidí tím, že umožňuje hru napříč platformami.

### Sony
V dubnu 2011 spolupracovala společnost Valve Corporation se Sony na vytvoření verze Steamu pro PlayStation 3, která umožňovala hraní her na různých platformách. Videohra Portal 2 byla vydaná pro PlayStation 3 i Xbox 360, ale pouze verze pro PlayStation 3 byla dodávána s podporou platformy Steam.
Konzole PS4 poskytla nové funkce, které umožňovaly multiplatformní hraní s konzolemi PlayStation 3 a PlayStation Vita. První titul podporující tuto možnost byla střílečka Helldivers. V roce 2013 vyšla MMORPG Final Fantasy XIV: A Realm Reborn na PlayStation 3, PC, MacOS a Steam. Prvních 30 dní hraní bylo zdarma, ale k další aktivaci hry bylo třeba zadat číslo kreditní karty nebo předplacenou kartu na 60 dní. Hráči pak mohli hrát společně na libovolném serveru z platformy, kterou si vybrali. Tento formát byl přijat také pro Final Fantasy XIV: ARR na konzoli PS4, což vedlo k více než šestnácti milionům stažení, třem rozšířením a aktivní hráčské základně, kterou překonalo pouze PC předplatné MMORPG World of Warcraft v počtu aktivních hráčů. Tento úspěch ukázal společnosti Sony skutečnou sílu multiplatformního hraní. Společnost sice nabízela možnost multiplatformní hraní mezi PS4 a PC, ale zpočátku se zdráhala povolit funkci cross-play na platformách jiných konzolí.
Vývojáři Psyonix (Rocket League), CD Projekt (Gwent: The Witcher Card Game) a Studio Wildcard (Ark: Survival Evolved) v roce 2016 uvedli, že pouze formální povolení společnosti Sony brání multiplatformnímu hraní jejich titulů mezi Xbox One a PS4. Během brífinku veletrhu E3 2017 Microsoft oznámil zavedení multiplatformní hraní do Minecraftu, jedné z největších her na světě. Hráči konzolí Nintendo Switch, Xbox One, PC, mobilní a VR Minecraft mohli hrát společně. V seznamu konzolí dostupných pro cross-play opět chyběla PS4.
Podobně v roce 2018 společnost Bethesda Game Studios nabízela pro svůj nový titul Fallout 76 multiplatformní hraní, ale i zde se projevila neochota spolupráce společnosti Sony. Dále „Bethesda“ uvedla, že karetní hra The Elder Scrolls: Legends bude vydána pouze pro konzolové platformy, které plně podporují multiplatformní hraní s počítači a mobilními zařízeními.
S vydáním Fortnite Battle Royale na Nintendo Switch během veletrhu E3 2018 vyvolal přístup Sony k multiplatformnímu hraní další kritiku. Hra vyšla s podporou multiplatformního hraní na PC, konzoli Xbox One a mobilních zařízeních, přičemž hráči mohli používat jeden účet Epic Games, který bylo možno propojit s účtem pro konkrétní platformu, k přenášení aktuálního stavu hry i možnosti nákupů na kterékoli platformě. Nintendo Switch také fungovalo stejným způsobem. Verze pro PS4 umožňovala svým hráčům hrát mezi platformami pouze s PC a mobilními zařízeními ale ne s konzolemi Switch nebo Xbox One. Nintendo potvrdilo otevřenost všem formám multiplatformního hraní a distancovalo se od rozhodnutí společnosti Sony. Mnoho hráčů i „videoherní“ novináři obvinili Sony, že si vynutila omezení, aby zabránila hráčům PS4 hrát na jiných platformách. Sony uvedla, že jsou stále otevřeni přání hráčů a „S... více než osmdesáti miliony aktivních uživatelů měsíčně na PlayStation Network jsme vybudovali obrovskou komunitu hráčů, kteří mohou hrát společně Fortnite a všechny online tituly“. Z reakce společnosti Sony bylo zřejmé, že si nepřeje ohrozit dominantní postavení na trhu PS4, který měl v té době, ve srovnání s Xbox One nebo Nintendem, aktuálně největší počet uživatelů. Akcie Sony se po této události propadly přibližně o 2 %.
O několik měsíců později, 26. září 2018, Sony oznámila, že umožní multiplatformní hraní na PS4 „pro vybraný obsah třetích stran“, počínaje hrou Fortnite. Funkce byla dostupná jako otevřená beta verze s tím, že na základě jejího zhodnocení společnost posoudí, zda je vhodné podporovat cross-play i u dalších titulů. U vybraných titulů byly podporovány platformy PC, MacOS, Android a iOS, ale opět ne konzole Xbox One a Switch. Sama společnost Sony v minulosti nepřímo potvrdila, že se bojí odlivu hráčů na jiné platformy. Vyjádřila se, že nejlepší herní zážitek poskytuje právě platforma PS4.
Od počátku roku 2019 vydala společnost Epic Games nové sady herních služeb pro podporu vývoje napříč platformami zdarma pro všechny vývojáře. Tyto služby byly otevřené všem enginům, platformám a obchodům (PC, MacOS, iOS, Android, PlayStation, Xbox, Switch) v plném rozsahu, který každá platforma u každého titulu umožňovala.
V lednu 2019 byla hra Rocket League zařazena do „PlayStation cross-play“ beta programu a umožnila hraní s ostatními hráči na Steamu, na Xboxu One nebo Nintendu Switch. V květnu 2019 vyšla hra Dauntless také pro PS4 a Xbox One a připojila se ke stávající verzi pro Windows z roku 2018 a byla první hrou podporující multiplatformního hraní napříč platformami Windows, Xbox One a PS4.

### Ostatní mobilní zařízení
Hry na mobilních zařízeních, které používají operační systémy iOS, Android nebo Windows Mobile, nemají podporu pro hraní napříč platformami. Mobilní hry jsou omezené rychlosti připojení mobilních sítí, proto většina her pro více hráčů vydávaných pro danou platformu jsou tahové strategie spíše než akční hry v reálném čase. Mnoho her pro více hráčů pro mobilní zařízení je asynchronních. Hráči dokončují tahy nebo akce jednotlivě a tyto akce jsou odesílány centrálním službám a následně předávány ostatním hráčům, kteří mohou být těmito akcemi ovlivněni.
Mobilní hry, které obsahují synchronní multiplatformní hraní, obvykle využívající centralizované služby. Jako příklad lze uvést online hru Hearthstone, která umožňuje komunikovat online s hráčem na jiné platformě, na k Tim Sweeneyteré byla hra vydána. Společnost Microsoft představila v červnu 2016 server-side Realms a tak umožnila hráčům hry Minecraft hrát společně na zařízeních Windows, iOS a Android. Edice „Bedrock“ Minecraftu sjednotila hraní ve verzích pro Windows 10, mobilní zařízení, Xbox One a Nintendo Switch s multiplatformním hraním PS4 v prosinci 2019. Také hra Fortnite Battle Royale byla vydána s funkcí cross-play pro mobilní zařízení.
V roce 2019 se generální ředitel společnosti Epic Games Tim Sweeney v rozhovoru vyjádřil, že mobilní hry se pomalu vyrovnávají konzolovým a vydavatelské společnosti nevyužívají jejich plného potenciálu. V témže roce vydala jeho společnost službu Epic Online Service a ta umožnila vývojářům přidávat do svých her i funkci cross-play. Tedy možnost spuštění a hraní hry na různých typech zařízení. Její vývoj byl inspirován hrou Fortnite, která funkci cross-play podporuje.

### Linux
Herní vývojáři Linux dlouho opomíjeli, i když hry vznikaly také (například Bitva o Wesnoth, SuperTuxKart, OpenTTD a další). To se však změnilo po uvedení Windows 8. Společnosti Valve (platforma Steam) přístup Microsoftu nepřipadal optimální, a proto začala s vytvářením vlastní linuxové herní platformy a motivovala vývojáře k vytváření multiplatformních her. Tak se začaly vydávat hry současně pro Windows i Linux. Například nové verze série Civilization je možno hrát na obou platformách.
Díky různým emulátorům si lze v Linuxu zahrát hry, které nebyly primárně vydány přímo pro tento operační systém. Mezi známé a oblíbené patří PlayOnLinux. Výhodou tohoto emulátoru je velká databáze kompatibilních her. Některé z nich již nejsou podporované OS Windows 10. Mezi zajímavé lze zařadit CS:GO a CS:S, Dota 2, Team Fortress 2, Ark: Survival Evolved, Rise of the Tomb Raider, XCOM 2 nebo Master of Orion.

## Vývoj
Ještě na konci 20. století byly videohry obvykle vyvíjeny pro jediný typ konzole. Výrobci herních konzolí používali vlastní architekturu hardware. Vývoj se tak stal uzavřeným systémem a videohry bylo nutno na jiné platformy portovat. Vývojáři začali pracovat na nástrojích, které umožňují souběžné vyvíjení a vydávání videoher pro více platforem. Tyto nástroje mohou zároveň umožnit snížení mezních nákladů při nasazení aplikace (videohry) na další platformu a maximalizovat použitelnost zdrojového kódu. Na základě použité technologie existují různé typy frameworků. Vývojáři řešili a řeší při vývoji aplikací problémy s fragmentací napříč platformami ale i na úrovni jedné platformy. Optimalizace aplikací pro jednotlivá zařízení je řešena herními enginy. 
V počátcích dostupnosti internetu začaly hry obsahovat online komponenty pro více hráčů, které umožňovaly dvěma nebo více uživatelům hrát současně na různých počítačích. Hry využívaly síťové knihovny pro konkrétní platformu, jako například Winsock Microsoft Windows. Většina her s online komponentami, vyvinutých pro více platforem používá obecně standardní funkce typu TCP/IP pro komunikaci mezi klienty hráčů nebo mezi klientem a herním serverem.

## Výhody a omezení hraní
Pro multiplatformní hraní existují určitá praktická omezení. Ve hrách, kde počítač nebo konzole hráče funguje jako server, mohou hardwarové možnosti omezovat počet hráčů, které může tento server hostit, a tím zabránit hraní napříč platformami. Hardware také hraje problém při zvažování, do jaké míry si hráč může přizpůsobit hru na počítači, aby běžela při vysoké snímkové frekvenci, zatímco konzolové verze jsou pevně nastaveny tak, aby běžely s optimálním zážitkem na nastavené hardwarové konfiguraci.
Nejčastějším omezením pro podporu multiplatformního hraní z pozice vývojáře je rozdíl ve schématech ovládání mezi herními konzolemi a PC. Ovládání pomocí klávesnice a myši na PC se obecně považuje za výhodu při hraní střílečky z pohledu první osoby, na rozdíl od analogových ovladačů konzolí. Konzolové hry jsou následně vyvíjeny s funkcemi, jako je asistence při zaměřování, aby se nahradil nedostatek přesného ovládání. Například online středověká bojovka For Honor z roku 2017 je typickým příkladem tohoto problému. Také lze hrát s klávesnicí a myší, ale jednodušší a přesnější ovládání (pohyb a útoky) lze provádět s gamepadem. Tak hráči, s tímto zařízením, byli ve výhodě.
Naopak společnost Blizzard Entertainment implementovala multiplatformní hraní ve své střílečce z roku 2016 Overwatch pro konzole PS4, Xbox One a pro PC. Výhoda, kterou měli hráči s klávesnicí a myší proti ovladačům konzolí, výrazně ovlivnila výkon v rychle se měnící hře ve prospěch hráčů PC. Společnost vydala režim pro konzolové hráče i hráče na osobních počítačích.

### Podle herní platformy
Obecně je osobní počítač považován za univerzálnější platformu. K dispozici jsou desítky či stovky tisíc titulů her všech možných žánrů her. I her, které na jiných platformách nejsou – například realtime strategie nebo simulátory. Hry, které nevznikly přímo pro platformu PC, lze hrát díky emulátorům, například videohry pro již nepoužívané herní konzole nebo DOS. Výhodou jsou také mody. Po dohrání základní hry, komunita může pomoci hru vylepšit nebo opravit. Pro konzole jsou mody dostupné výjimečně, ale výjimky lze nalézt (Skyrim, Fallout 4, Cities: Skylines apod.). Existuje zde množství obchodů, které si konkurují, proto jsou hry obvykle levnější než na jiné platformě. Ale hraní na PC má i své nevýhody. Množství obchodů roztříští nejen knihovnu (pak nelze nalézt hru), ale i multiplayerovou komunitu. Hráče využívající Steam třeba nenajdete na distribuční platformě Epic Games Store atd.
Hraní na konzolích je vždy velmi podobné s gamepadem a plochou obrazovkou (poměr 16:9). Vzhledem ke stejnému hardwaru lze hry optimalizovat. Hry jsou dražší než na PC, ale většinou je lze prodat, nebo i nakoupit v bazaru. Za online multiplayerové hry se na konzolích vždy platí. Kromě několika výjimek se platí na PlayStation Plus, Xbox Live Gold i Nintendo Online.
Koncem dvacátých let 21. století patří velká část herního trhu mobilním zařízením. Firmy Asus nebo Razer vyrábějí herní mobily se speciálními ovladači, které jsou podobné Joy-Conům ze Switche. K chytrým telefonům přes Bluetooth lze připojit také klasický gamepad. Hry jsou většinou vydávány pro dotykový displej. Doinstalováním emulátoru herních konzolí je možné si na Androidu zahrát hry ze 70. až 90. let.